# ティーフェンタール (プファルツ)
ティーフェンタール (独: Tiefenthal)はドイツ連邦共和国 ラインラント＝プファルツ州バート・デュルクハイム郡にある、ヘッテンライデルハイム連合自治体に属する町村。

## 歴史
1318年に、Dyfendalとして文献にはじめてあらわれている。